# Aspidelectra defensa
Aspidelectra defensa är en mossdjursart som först beskrevs av James Barrie Kirkpatrick 1888.  Aspidelectra defensa ingår i släktet Aspidelectra och familjen Electridae. Inga underarter finns listade i Catalogue of Life.